# 三上左京
三上 左京（みかみ さきょう、1940年4月18日 - ）は、日本の元俳優。北海道出身。俳優小劇場、東京俳優生活協同組合に所属していた。

## 出演作品

### テレビドラマ
NHK
- 名古屋駅前（1964年）
- 旅路（1967年 - 1968年） - 佐藤良一
- アイウエオ（1969年）
- 男は度胸（1970年 - 1971年） - 青木昆陽
- 国盗り物語（1973年） - 祖父江新右衛門
- 快傑黒頭巾 第4・5話（1976年）
- 七瀬ふたたび 第9話「危機」（1979年）

NTV
- さぼてんとマシュマロ
  - 第2話（1971年）
  - 第16話（1972年）
- 土曜日の女シリーズ / 闇に浮かぶ微笑み（1973年）
- 流星人間ゾーン 第20話「激闘! ファイターの歌が聞える」（1973年） - 三平の父
- おんな浮世絵・紅之介参る! 第1話「八百八町コマが舞う」（1974年）
- おからの華（1974年 - 1975年）
- 鞍馬天狗 第22話「花匂う」（1975年） - 佐々木市之進
- 十手無用 九丁堀事件帖 第14話「恋に咲く花 唐津湾」（1976年）
- 太陽にほえろ! 第257話「山男」（1977年）
- 新五捕物帳
  - 第18話「罠にはまった女」（1978年）
  - 第40話「情けに消えた女」（1978年）
  - 第80話「千羽鶴の女」（1979年）
  - 第134話「あしたの詩」（1981年）
  - 第152話「偽りの盛装」（1981年） - 勘蔵
  - 第167話「宿命に泣いた女」（1981年）
  - 第193話「ひとすじの愛」（1982年）
- 熱中時代 刑事編 第20話「荒野の熱中ガンマン」（1979年） - 秋谷探
- 右門捕物帖 第14話「罠にはまった敬四郎」（1983年）

TBS
- 七人の刑事 第2シーズン 第126話「二人だけの銀座」（1967年）
- 渥美清の泣いてたまるか 第78話「東京流れ者」（1968年）
- ウルトラセブン 第28話「700キロを突っ走れ!」（1968年） - スパイナー実験場主任
- 刑事くん 第40話「明日へ駈ける君」（1975年）
- 花王 愛の劇場 微笑（1978年）
- 噂の刑事トミーとマツ 第14話「愛の酔拳 オソ松失恋の恐怖」（1980年） - 鳴海一郎

CX
- 忍者部隊月光 第22話「諜報尾行作戦 - 後篇」（1964年） - ホセ
- 新忍者部隊月光 第10、11話「サイボーグ作戦 - 前・後篇」（1966年） - ルイ・ラット
- あるサラリーマンの死（1968年）
- 喪服の花嫁（1969年）
- 銭形平次 (大川橋蔵)
  - 第329話「大井川の拾い子」（1972年）
  - 第362話「ついてない男」（1973年） - 権八
  - 第397話「万七必死にて候」（1973年） - 儀助
  - 第439話「夜霧に消えた男」（1974年） - 権八
  - 第525話「盗っ人の遺産」（1976年） - 寅五郎
- 二人の素浪人 第2話「死を賭けた姉弟」（1972年）
- ロボット刑事（1973年） - 地獄耳平（レギュラー）
- 特捜記者 犯罪を追え! 第15話「愛の終る時」（1974年）
- ご存知!女ねずみ小僧 第8話「いろは湯が乗ッ取られた」（1977年） - 芳三
- 江戸の旋風 第1話「風と太鼓と風来坊」（1978年）
- 江戸の激斗 第21話「日蔭の花を救え」（1979年）
- 大走査線　第8話「ろくでなし」（1980年）-　大場秋男

MBS
- 仮面ライダー 第23話「空飛ぶ怪人ムササビードル」（1971年） - 研究員
- ジャンボーグA 第39話「なき叫ぶドクロ湖の恐怖」（1973年） - 男

NET
- 特別機動捜査隊
  - 第293話「飛び散る青春」（1967年） - 友田
  - 第325話「金色の天使の矢」（1968年） - 実
  - 第539話「ある恐怖」（1972年） - 鈴村
- 大忠臣蔵（1971年）
- 遠山の金さん捕物帳
  - 第64話「身代りになった女」（1971年） - 権次
  - 第109話「瓜二つの女」（1972年） - 伝六
- 世なおし奉行 第17話「大利根の夜明け」（1972年）
- 荒野の用心棒 第8話「銀山地獄に悪の華が散って…」（1973年）
- 新・荒野の素浪人 第9話「流浪の女」（1974年）
- 破れ傘刀舟悪人狩り 第116話「炎のきずあと」（1976年）
- 破れ奉行 第6話「紀州藩を砲撃せよ」（1977年） - 辰造
- 半七捕物帳 第15話「かむろ蛇」（1979年）
- 遠山の金さん 第2シリーズ 第27話「裏切り」（1979年） - 金子弥七郎

ABC
- 必殺仕業人 第4話「あんたこの親子をどう思う」（1976年） - 文次

12ch
- 紫頭巾 第19話「殴り込み女仁義」（1972年）
- 大江戸捜査網
  - 第363話「二人の夫を持つ花嫁」（1980年）
  - 第390話「海鳴りの里に泣く遊女 越後」（1981年）

### 映画
- 激動の昭和史 沖縄決戦（1971年） - 辻町遊郭の兵
- ゴジラ対メガロ（1973年） - ダンプカーの助手[4]
- 戦争を知らない子供たち（1973年） - 金時